# 緒爾托斯船蛸
緒爾托斯船蛸（學名：Argonauta absyrtus）為一種歸類到船蛸屬的滅絕種章魚。
本種於2006年發表描述，基於自塞拉瓦爾期（中新世中期）Pakhna Formation賽普勒斯南部出土的化石材料上。它代表著來自地中海的船蛸化石首次報告。